# Acacia decurrens
Acacia decurrens är en ärtväxtart som beskrevs av Carl Ludwig von Willdenow. Acacia decurrens ingår i släktet akacior, och familjen ärtväxter. Utöver nominatformen finns också underarten A. d. mollissima.

## Bildgalleri

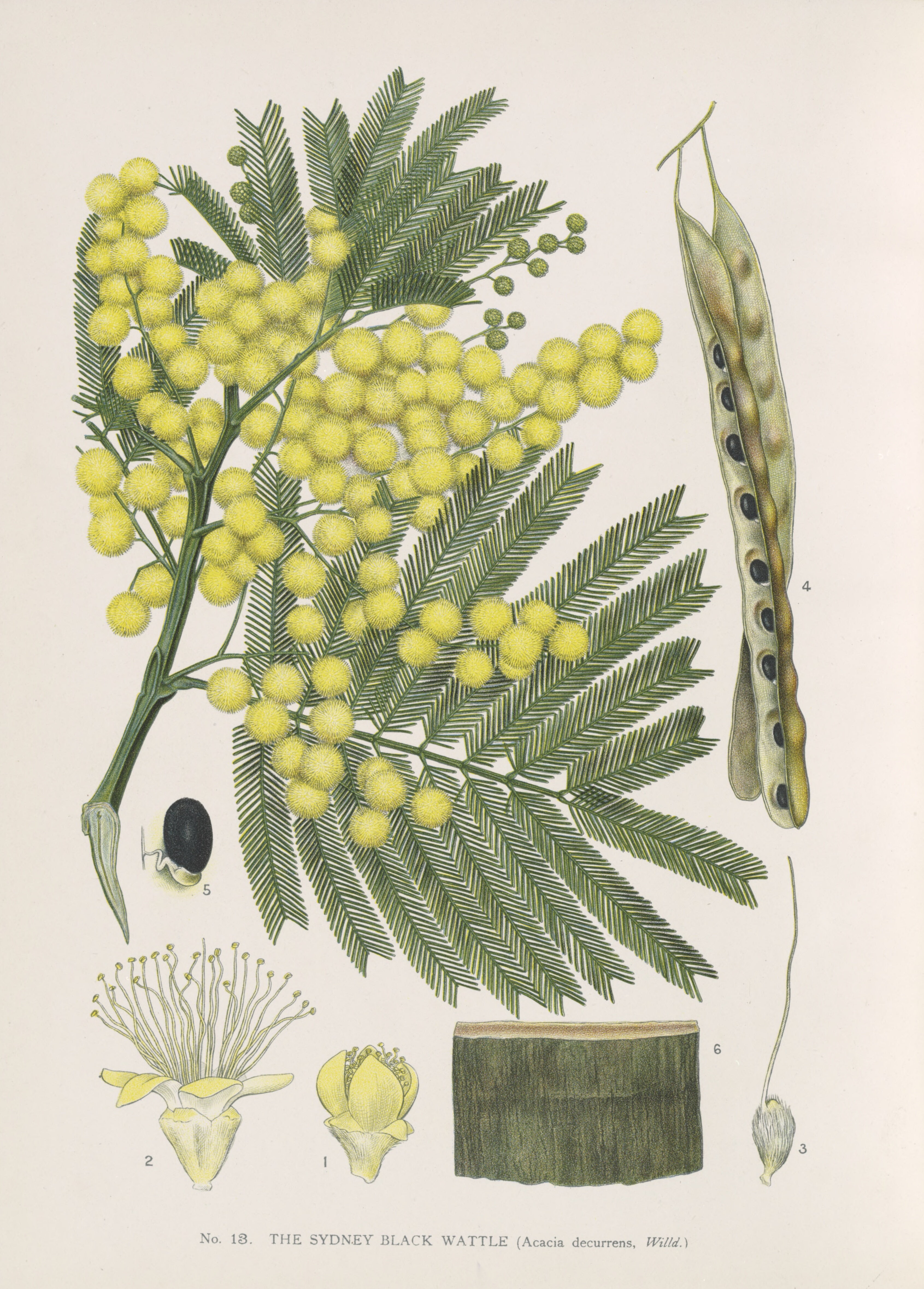
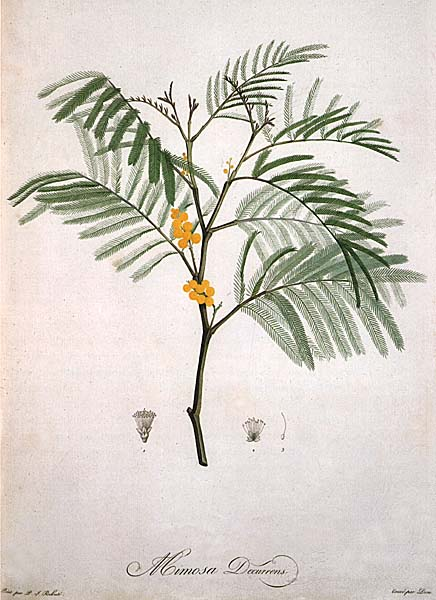
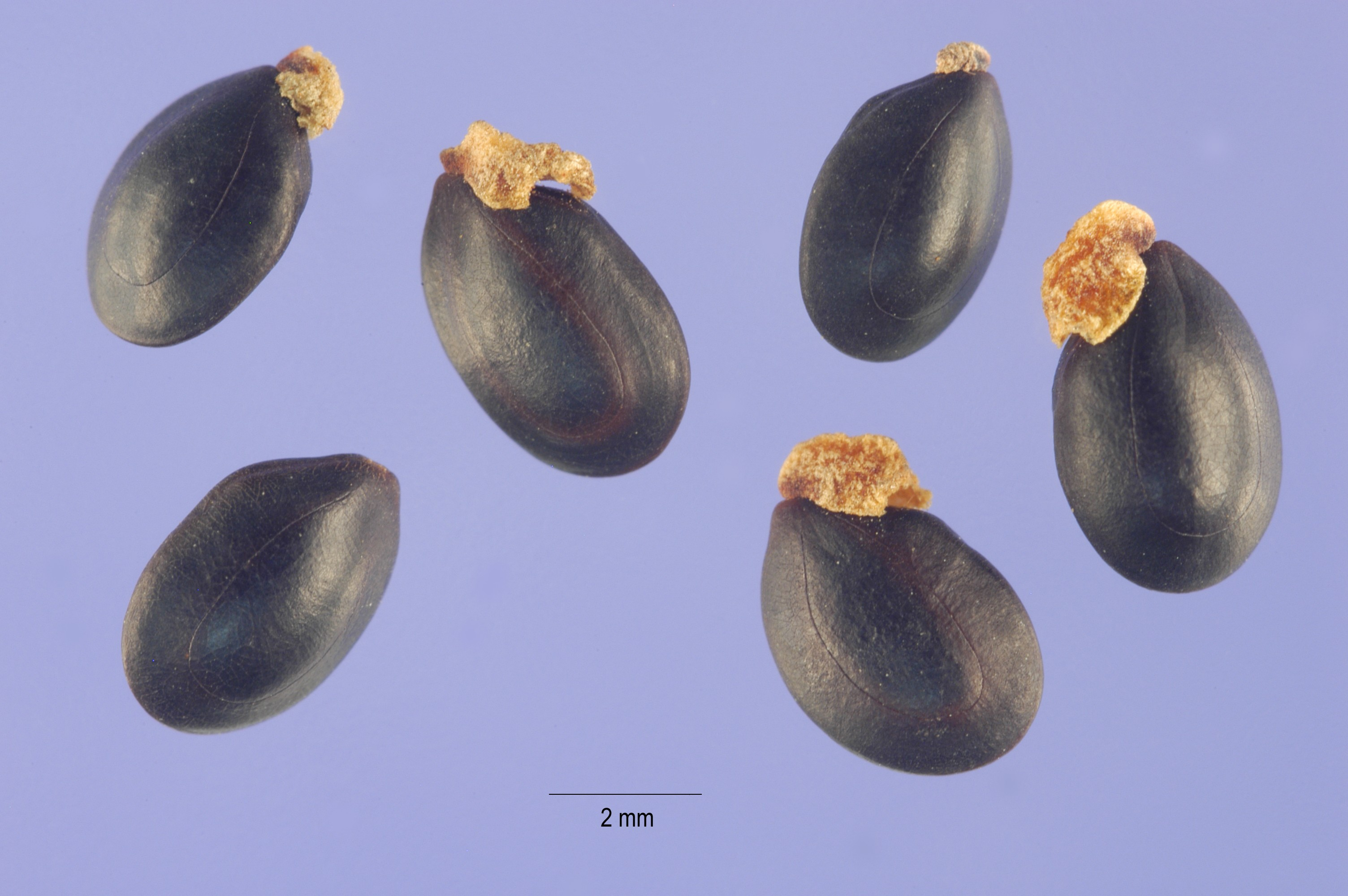
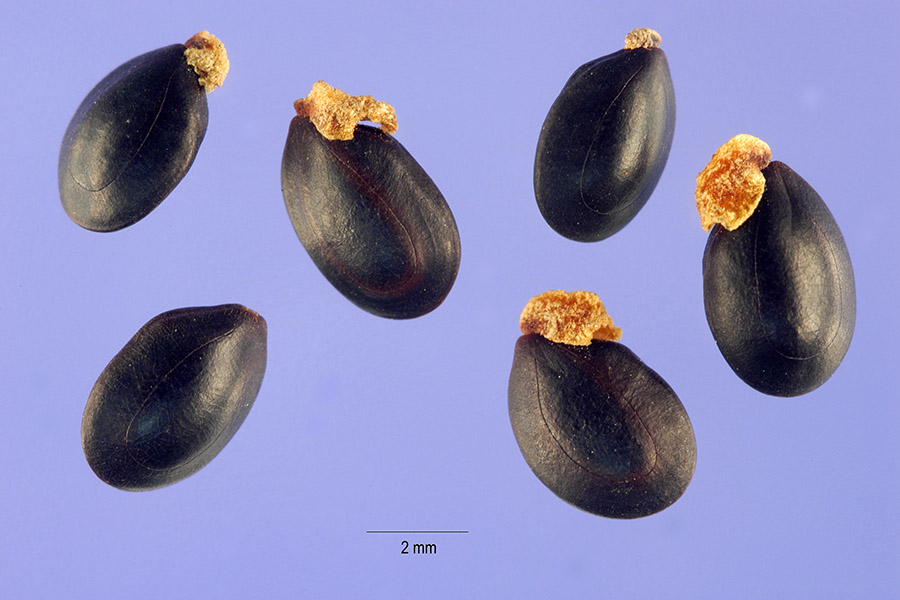
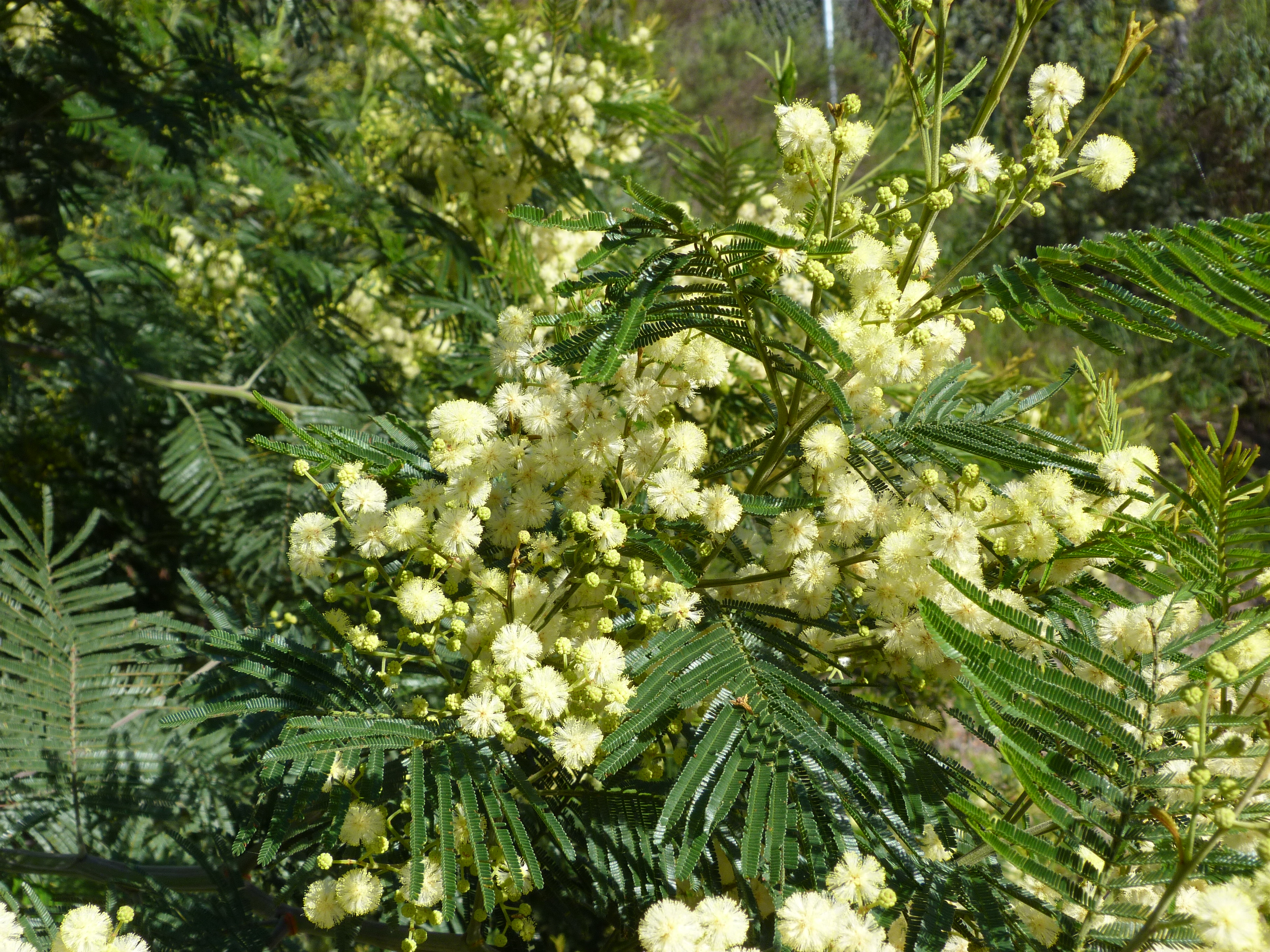
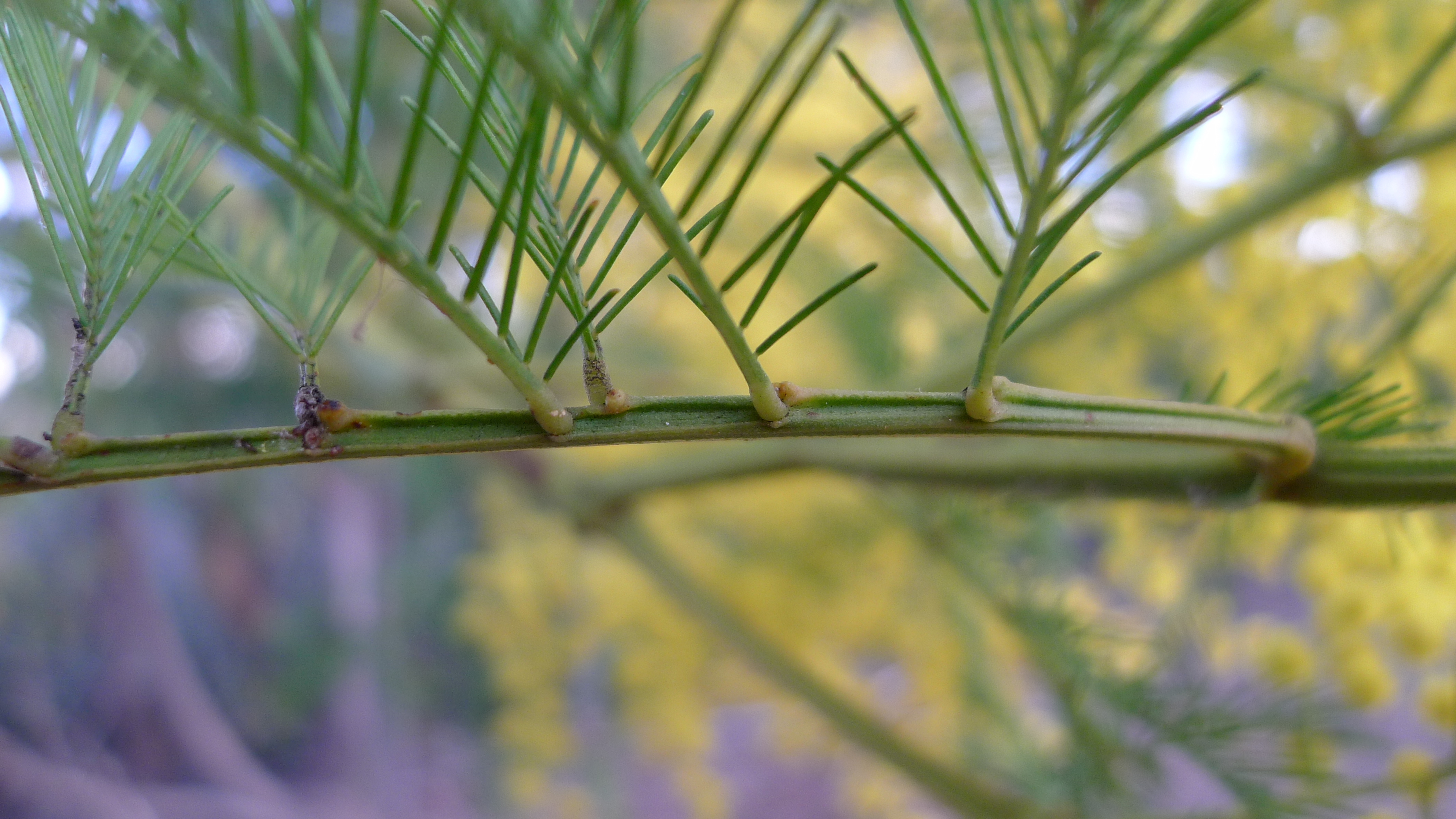